# Alfred Pfaff
Alfred Pfaff (16. července 1926, Frankfurt – 27. prosince 2008, Erlenbach am Main) byl německý fotbalista, který reprezentoval Německou spolkovou republiku. Nastupoval především na postu záložníka.
S německou reprezentací se stal mistrem světa roku 1954, na vítězném šampionátu odehrál jedno utkání. Nastoupil k zápasu základní skupiny proti Maďarsku a vstřelil v 28. minutě gól, kterým snižoval na 1:3 (Maďaři nakonec vyhráli 8:3). V národním týmu působil v letech 1953–1956, za tu dobu v něm odehrál 7 zápasů, v nichž vstřelil 2 branky.
V letech 1949–1961 působil v klubu Eintracht Frankfurt, v sezóně 1958/59 s ním vyhrál německé mistrovství. O sezónu později se probojoval do finále Poháru mistrů evropských zemí, k úspěchu přispěl čtyřmi góly.